# Yūya Oikawa
Pour les articles homonymes, voir Oikawa.
Yūya Oikawa (及川 佑, Oikawa Yūya), né le 16 janvier 1981 à Ikeda, est un patineur de vitesse japonais. Aux Jeux olympiques d'hiver de 2006 disputés à Turin, il a échoué à la quatrième place du 500 mètres.

## Palmarès
- Championnats du monde
  -  Médaille d'argent du 500 m en 2007 à Salt Lake City

- Coupe du monde
  - Vainqueur du classement du 100 m en 2005-2006, 2006-2007 et 2008-2009
  - 10 victoires.